# Mathieu Arzeno
Mathieu Arzeno (ur. 25 maja 1987 roku w Salon-de-Provence) – francuski kierowca wyścigowy i kierowca rajdowy.

## Kariera
Arzeno rozpoczął karierę w wyścigach samochodowych w 2005 roku od startów w Francuskiej Formule Renault Campus, gdzie ośmiokrotnie stawał na podium, a dwukrotnie na jego najwyższym stopniu. Dorobek 159 punktów pozwolił mu zdobyć tytuł wicemistrza serii. W późniejszych latach pojawiał się także w stawce Francuskiej Formuły Renault, Europejskiego Pucharu Formuły Renault 2.0 oraz Zachodnioeuropejskiego Pucharu Formuły Renault 2.0. Od 2009 roku startuje w rajdach samochodowych, między innymi w Rajdowych Mistrzostwach Świata.

## Statystyki
| Sezon | Seria                                          | Zespół                    | Wyścigi | Zwycięstwa | PP | NO | Podium | Punkty | Pozycja |
| ----- | ---------------------------------------------- | ------------------------- | ------- | ---------- | -- | -- | ------ | ------ | ------- |
| 2005  | Francuska Formuła Renault Campus               | Koiranen bros. Motorsport | 14      | 4          | 3  | 1  | 8      | 159    | 2       |
| 2006  | Francuska Formuła Renault                      | Graff Racing              | 13      | 0          | 0  | 2  | 2      | 52     | 7       |
| 2006  | Europejski Puchar Formuły Renault 2.0          | Graff Racing              | 2       | 0          | 0  | 0  | 0      | 0      | NS      |
| 2007  | Francuska Formuła Renault                      | Pole Services             | 13      | 4          | 3  | 1  | 7      | 122    | 2       |
| 2007  | Francuska Formuła Renault                      | Epsilon Sport             | 13      | 4          | 3  | 1  | 7      | 122    |         |
| 2007  | Europejski Puchar Formuły Renault 2.0          | 4                         | 2       | 0          | 1  | 2  | 0      | NS†    |         |
| 2008  | Zachodnioeuropejski Puchar Formuły Renault 2.0 | Epsilon Sport             | 5       | 0          | 0  | 0  | 0      | 12     | 15      |
| 2008  | Europejski Puchar Formuły Renault 2.0          | Epsilon Sport             | 10      | 0          | 0  | 1  | 0      | 23     | 10      |
| 2008  | Francuska Formuła Renault                      |                           |         |            |    |    |        | 23     | 9       |
| 2010  | WRC                                            | Mathieu Arzeno            | 5       | 0          | -  | -  | 0      | 0      | NS      |
| 2010  | Junior WRC                                     | Mathieu Arzeno            | 5       | 0          | -  | -  | 0      | 16     | 11      |
| 2012  | WRC                                            | Saintéloc Racing          | 4       | 0          | -  | -  | 0      | 1      | 29      |
| 2012  | WRC                                            | Mathieu Arzeno            | 4       | 0          | -  | -  | 0      | 1      | 29      |